# Productkolom
Een productkolom is een model van het technologische proces voor een bepaald product (of groep van producten) van oorsprong (fabriek) tot bestemming (consument). Dit begrip is verwant aan het economische begrip bedrijfskolom.
Productkolommen geven inzicht in de transportalternatieven van een product.
De volgende functies kunnen een rol spelen in een productkolom:
- materiaalbeheer
- distributie
- logistiek
- distribueren (sorteren)
- groeperen
- consolideren
- transport
- opslag
- overslag
  - laden / lossen
  - overladen
  - stuwen